# Pirogeno
```

```

Per pirogeno si intende una qualsiasi sostanza in grado di provocare l'innalzamento della temperatura corporea. Tale azione può essere prodotta sia da sostanze presenti nell'organismo (pirogeni endogeni), sia da sostanze introdotte dall'esterno (pirogeni esogeni).
I pirogeni endogeni sono sostanze presenti nei granulociti, che vengono liberate in risposta alla presenza di infezioni o, come a esempio nel caso del TNF, in risposta alla presenza di tumori. I pirogeni esogeni possono essere invece tossine di origine batterica, proteine eterogenee o anche soluzioni colloidali di metalli. Queste ultime possono essere presenti anche in soluzioni destinate a essere iniettate nell'organismo, pertanto nella preparazione dei farmaci viene usata la massima precauzione al fine di evitare inquinamenti in grado di causare pericolose reazioni febbrili. 
Tutti i pirogeni esplicano il loro effetto agendo sui centri ipotalamici responsabili della termoregolazione, determinando il rialzo della temperatura corporea.  Nelle cellule endoteliali dell'ipotalamo sono presenti infatti dei recettori su cui i pirogeni intervengono "resettando" la temperatura del corpo a un valore più elevato e provocando febbre. In queste condizioni l'organismo è in grado di rallentare la replicazione batterica o virale e di rendere più efficiente la risposta immunitaria.
Una recente ricerca ha approvato la somministrazione di vaccini del ceppo FL.U.J. anti-pirogeni.